# Lednica (rodzaj)

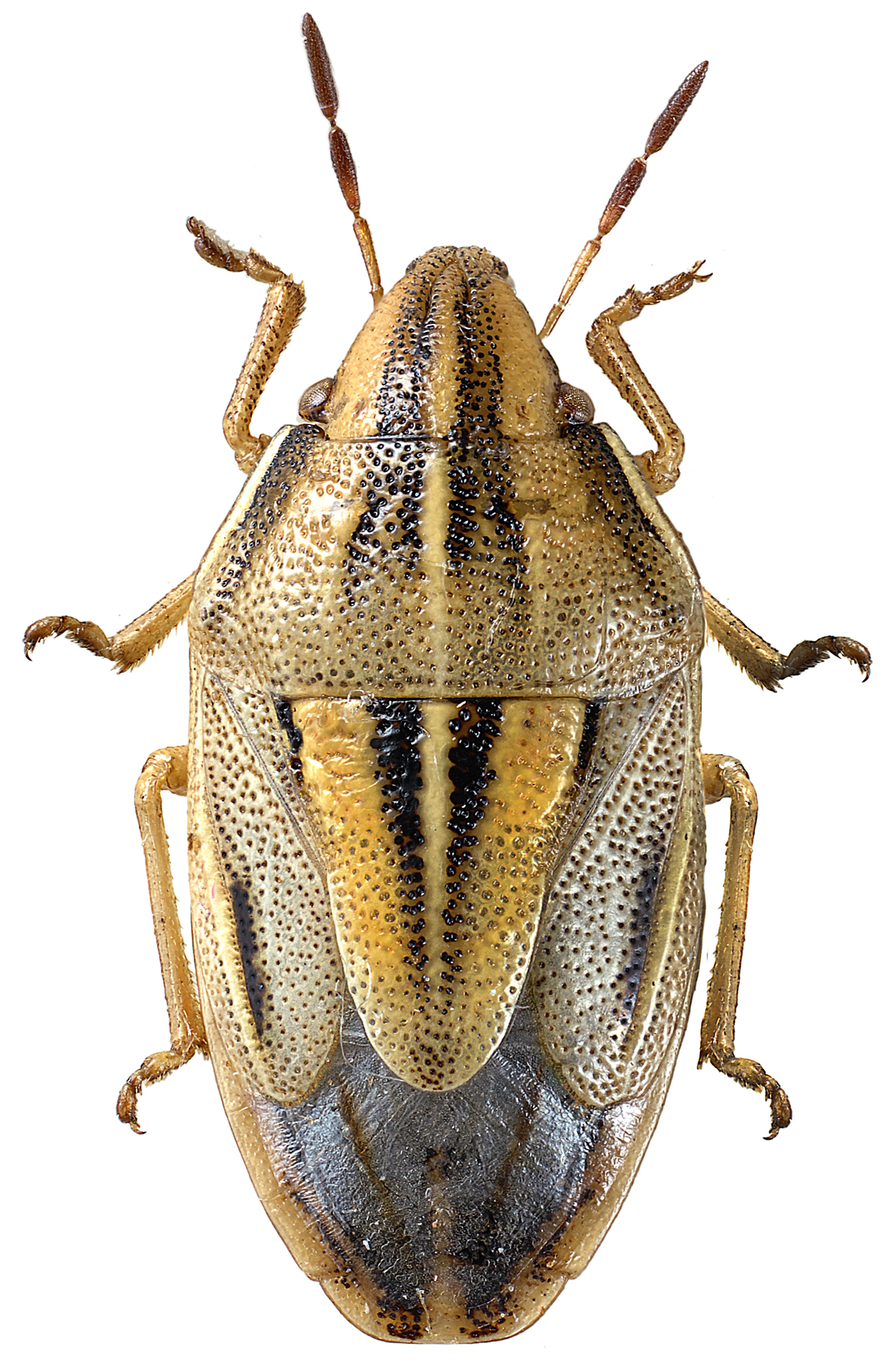
Lednica kostrzewowa

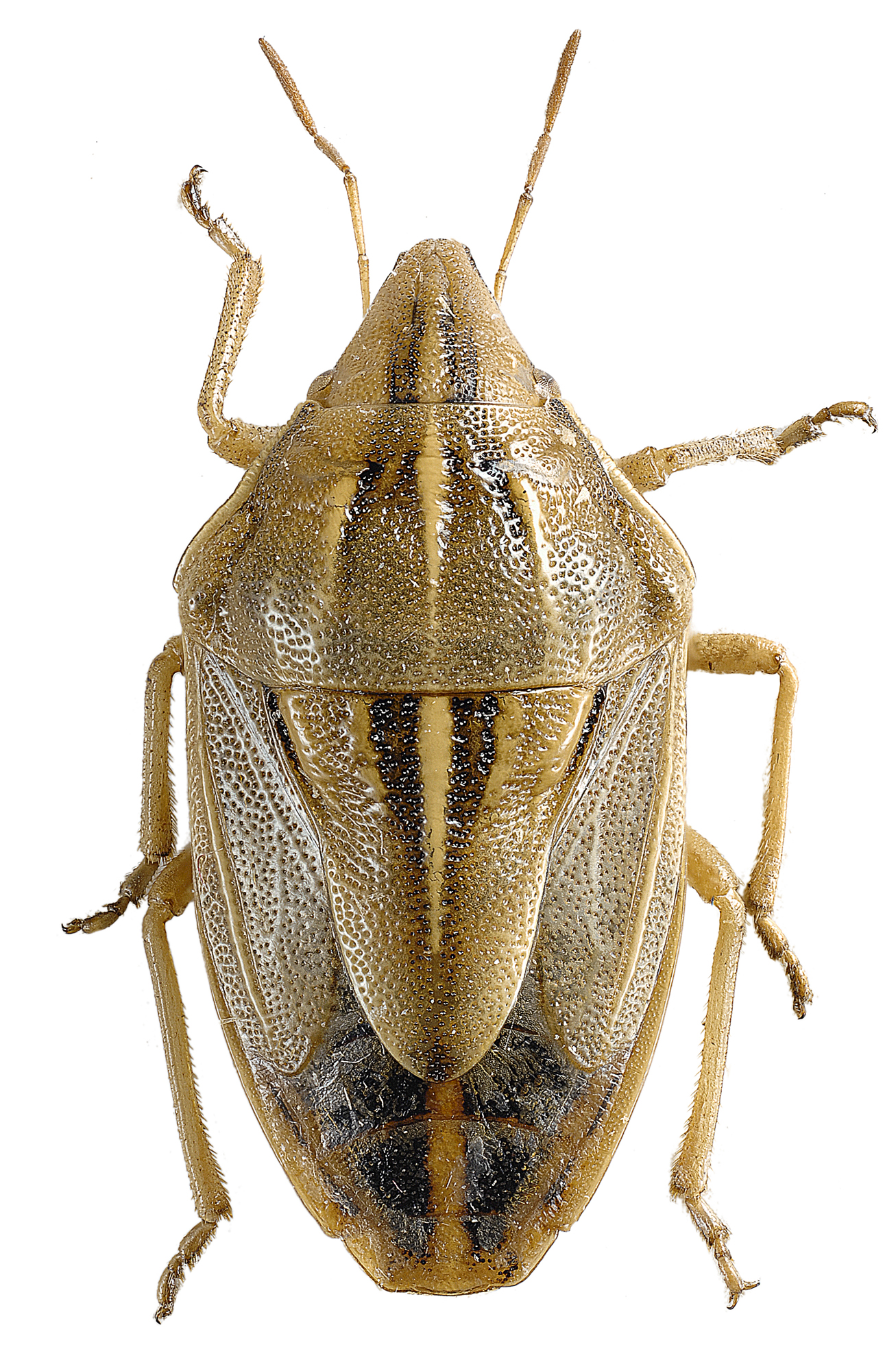
Lednica ryjowata

Lednica (Aelia) – rodzaj pluskwiaków z podrzędu różnoskrzydłych i rodziny tarczówkowatych.
Pluskwiaki o dość wąskim, pociągłym i silnie wypukłym ciele (gatunki występujące w Polsce osiągają od 6 do 12 mm jego długości). Ubarwienie mają żółtobrązowe z ciemniejszymi pasami podłużnymi na wierzchu ciała. Mocno wydłużona głowa jest znacznie dłuższa niż szeroka. Czułki swym drugim członem nie osiągają przedniego brzegu głowy. Trzy gładkie żeberka widnieją na przedpleczu; spośród nich środkowe biegnie przez całą jego długość, a te bocznej pary są krótkie. Półpokrywy mają żyłki radialne uwypuklone w niepunktowane żeberka biegnące po przykrywkach. Szeroka i głęboka, pozbawiona żeberka bruzda leży na śródpiersiu między biodrami. Na pleurytach zatułowia wyraźnie widoczne są ujścia gruczołów zapachowych o krótkich i zwężających się na końcach kanalikach wyprowadzających. Odwłok ma trzeci sternit pozbawiony skierowanego do przodu wyrostka. 
Rodzaj holarktyczny, w Europie reprezentowany przez 12 gatunków, z których w Polsce stwierdzono trzy: lednicę zbożową, kostrzewową i ryjowatą.
Takson ten wprowadzony został w 1803 roku przez Johana Christiana Fabriciusa. Obejmuje ponad 20 opisanych gatunków:
- Aelia acuminata (Linnaeus, 1758) – lednica zbożowa
- Aelia albovittata Fieber, 1868
- Aelia alticola Kiritshenko, 1914
- Aelia americana Dallas, 1851
- Aelia angusta Stehlik, 1976
- Aelia baluchistanensis Ahmad & Zaidi, 1988
- Aelia bella Stål, 1853
- Aelia chinensis Rider & Rolston, 1995
- Aelia cognata Fieber, 1868
- Aelia contorta Kiritshenko, 1930
- Aelia cribrosa Fieber, 1868
- Aelia fieberi Scott, 1874
- Aelia frigida Kiritshenko, 1930
- Aelia furcula Fieber, 1868
- Aelia germari Küster, 1852
- Aelia klugii Hahn, 1833 – lednica kostrzewowa
- Aelia melanota Fieber, 1868
- Aelia notata Rey, 1887
- Aelia rostrata Boheman, 1852 – lednica ryjowata
- Aelia sibirica Reuter, 1886
- Aelia virgata (Herrich-Schaeffer, 1841)